# Jaio.Musika.Hil
Jaio.Musika.Hil es el quinto álbum de estudio de la banda euskalduna y española de rock, Berri Txarrak. Después de cuatro álbumes como cuarteto, este disco supuso el inicio de una nueva fase, al ser el primer disco grabado como trío, tras la salida del hasta entonces guitarrista Aitor Oreja.
El nombre del disco es uno de los lemas de la banda y significa "Nacer.Música.Morir"

## Lista de canciones
1. Zertarako amestu
2. Berba eta irudia
3. Oreka
4. Iparra galdu, hegora joan
5. Jaio.Musika.Hil
6. Onak eta txarrak
7. Iraultza txikien asanblada
8. Bueltatzen
9. Kezkak
10. Isiltzen banaiz
11. Breyten
12. Gelaneuria

- Datos: Q5236837